# Russians
Russians ist eine von dem britischen Musiker Sting geschriebene und gesungene Rock-Ballade, die im Jahr 1985 veröffentlicht wurde.
Der Kritiksong zum Kalten Krieg wurde ein internationaler Erfolg und konnte sich unter anderem in den deutschen, britischen und amerikanischen Charts platzieren. Er wurde in Deutschland der erste Top-10-Hit des Sängers als Solo-Musiker nach der Trennung von The Police.

## Hintergrund und Veröffentlichung

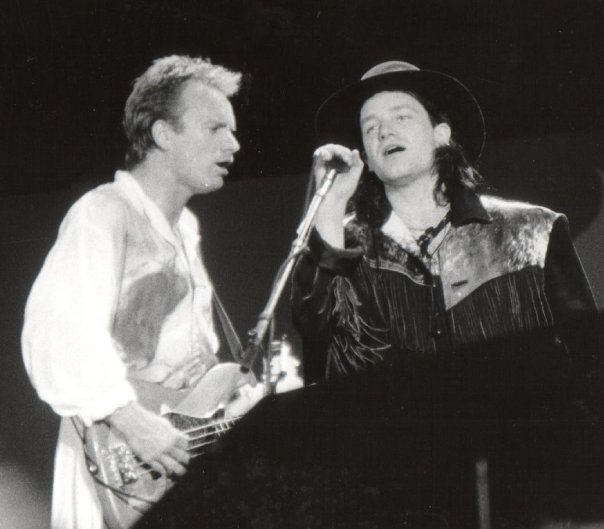
Sting mit Bono von U2 auf der Conspiracy of Hope-Tour (1986)

Russians wurde von Sting für das Album The Dream of the Blue Turtles geschrieben und aufgenommen. Das Album erschien am 1. Juni 1985, Russians wurde im November des Jahres als vierte Single aus dem Album bei A&M Records veröffentlicht. Neben Russians enthielt die Single als B-Seite das Lied Gabriel’s Message, eine nicht auf dem Album enthaltene Version eines englischen Weihnachtsliedes.
Aufgenommen wurde Russians zwischen 1983 und 1985, wobei Sting das Lied ursprünglich gemeinsam mit dem Sinfonieorchester Leningrad einspielen wollte. Da die dafür notwendigen Einreisevisa jedoch nicht rechtzeitig erteilt worden waren, konnte dies nicht geschehen. Laut Daily Express kommentierte Sting, dass er zu dem Song durch russische Kinderserien inspiriert wurde, die er illegal gemeinsam mit Freunden in der Universität aus den Satellitensignalen des russischen Fernsehens empfing und anschaute. Dabei war er beeindruckt von der Sorgfalt und Aufmerksamkeit, die sie den Programmen für ihre Kinder widmeten. Er sagte selbst zum Hintergrund:

Russians is a song that’s easy to mock, a very earnest song, but at the time it was written – at the height of the Reagan-Rambo paranoia years, when Russians were thought of as grey sub-human automatons only good enough to blow up – it seemed important. I was living in New York at the time, and a friend of mine had a gizmo that could pull the signal from the Russian satellite. We’d go drinking and then watch Russian morning shows in the middle of the night. It was apparent from watching these lovingly made kids shows that Russians weren’t quite the automatons that we’d been told they were. The song was also precipitated by my son asking me if there was a bomb that existed that could blow up the world, and I had to tell him, ‘Actually, yeah, there is.’ So he was introduced to that horror, the horror we’ve all lived with for most of our lives. It’s very cheeky to have stolen a bit of Prokofiev and stuck it in a pop song, but in that context it was right.

„Russians ist ein Lied, über das man sich leicht lustig machen kann, ein sehr ernstes Lied, aber zu der Zeit, als es geschrieben wurde – auf dem Höhepunkt der Reagan-Rambo-Paranoia, als man die Russen als graue, untermenschliche Automaten betrachtete, die nur gut genug waren, um sie in die Luft zu jagen – schien es wichtig zu sein. Ich lebte damals in New York, und ein Freund von mir hatte ein Gerät, mit dem man das Signal des russischen Satelliten abrufen konnte. Wir tranken etwas und sahen uns dann mitten in der Nacht russische Morgensendungen an. Beim Anschauen dieser liebevoll gemachten Kindersendungen wurde deutlich, dass die Russen nicht ganz die Automaten waren, für die man sie gehalten hatte. Der Song entstand auch dadurch, dass mein Sohn mich fragte, ob es eine Bombe gäbe, die die Welt in die Luft jagen könnte, und ich musste ihm sagen: ‚Ja, die gibt es tatsächlich.‘ So wurde er mit diesem Horror vertraut gemacht, mit dem wir alle den größten Teil unseres Lebens gelebt haben. Es ist sehr frech, ein Stück von Prokofjew zu klauen und es in einen Popsong zu packen, aber in diesem Kontext war es richtig.“

Sting eröffnete mit Russians die Verleihung der Grammy Awards 1986, bei denen das Album The Dream of the Blue Turtles für die Auszeichnung zum besten Album des Jahres nominiert war.

## Musik und Text
Das Lied wird als ruhige Ballade mit der markanten Stimme von Sting vorgetragen. Es beginnt mit dem Ticken eines Weckers, zu dem übereinandergelegte und dadurch schwer verständliche  Männerstimmen aus Funkgeräten oder Mittelwellenradios zu hören sind. Dann setzt ein tiefer, anschwellender Synthesizerton G ein, der beim Einsatz von Sting zur Basslinie des Songs wird. Die Strophen werden dazu mit Achtelnoten spielenden Synthesizern begleitet. Auf ein Schlagzeug wird verzichtet. Der Gesangsteil variiert den 2. Satz (Romanze) der Filmmusik Leutnant Kishe von Sergei Prokofjew.
Nachdem jede der vier Strophen mit der Zeile (…) the Russians love their children too („auch die Russen lieben ihre Kinder“) endet, folgt jeweils ein Instrumentalteil, bei dem Sting das Motiv von Prokofjew zitiert. „Es erklingen abweichend vom Original bei Prokofjew Glocken und Gongschläge.“
Die vierte Strophe ist eine Wiederholung der zweiten Hälfte der zweiten Strophe. Das Stück endet danach mit einer dreifachen Wiederholung des Instrumentalteils, dem das bereits zu Beginn eingesetzte Weckerticken unterlegt ist. Bei der letzten Wiederholung wird die Musik leiser, schließlich ist nur noch der Wecker zu hören.
In dem Text bezieht sich Sting auf die Kriegsrhetorik der Sowjets, vor allem des Politikers Nikita Sergejewitsch Chruschtschow, und auf das Versprechen des amerikanischen Präsidenten Ronald Reagan, die Bevölkerung vor Kriegshandlungen zu schützen. Er nennt die Atombombe als „Oppenheimer’s deadly toy“ und damit die Möglichkeit eines Atomkriegs als Bedrohung für seinen Sohn und fragt, wie er ihn davor beschützen kann („How can I save my little boy“). Die Bezeichnung „little boy“ für seinen Sohn kann auch als Wortspiel auf die erste eingesetzte Atombombe „Little Boy“ verstanden werden. Es bezweifelt Reagans Schutzversprechen und verneint auch die Möglichkeit eines „gewinnbaren Krieges“, also eines begrenzten Atomkrieges: „There’s no such thing as a winnable war / It’s a lie we don’t believe anymore“.

“In Europe and America, there’s a growing feeling of hysteria

Conditioned to respond to all the threats

In the rhetorical speeches of the Soviets

Mr. Krushchev said we will bury you

I don’t subscribe to this point of view

It would be such an ignorant thing to do

If the Russians love their children too”

„In Europa und Amerika wächst das Gefühl der Hysterie

konditioniert, auf alle Bedrohungen zu reagieren

In den rhetorischen Reden der Sowjets

Herr Chruschtschow sagte, wir werden euch begraben

Ich schließe mich diesem Standpunkt nicht an

Es wäre so eine dumme Sache, dies zu tun

Wenn die Russen ihre Kinder auch lieben“

## Charts und Chartplatzierungen
Die Single Russians stieg zunächst am 7. Dezember 1985 in die britischen Charts ein und kletterte dort bis auf Platz zwölf, insgesamt war das Lied zwölf Wochen vertreten. In Deutschland kam das Lied am 6. Januar 1986 in die Singlecharts und stieg am 27. Januar auf Platz vier, wo es eine Woche blieb. Insgesamt war es 15 Wochen in den Charts, davon fünf Wochen in den Top 10, bevor es am 14. April 1986 zum letzten Mal notiert war. In den österreichischen Austria Top 40 war das Lied nicht platziert, in die Schweizer Hitparade kam es am 2. Februar 1986 und stieg es bis auf Platz 13, es blieb neun Wochen in der Hitparade. Am 18. Januar 1986 stieg das Lied auch in die US-Billboardcharts ein und stieg bis auf Platz 16. Insgesamt war es 13 Wochen in den Charts vertreten, zum letzten Mal war es am 12. April des Jahres verzeichnet. Weitere Chartplatzierungen hatte das Lied unter anderem in Frankreich, wo es bis auf Platz zwei stieg, den Niederlanden, Belgien, Schweden und Neuseeland. In Italien stand es, nach der Präsentation beim Sanremo-Festival 1986, vier Wochen an der Chartspitze.

## Interpretation
Yvonne Wasserloos kennzeichnete das Lied Russians als „Produkt der Kultur bzw. der Musik des Kalten Krieges“. Nach ihrer Darstellung werden mit dem Lied „stereotype Feindbilder zwischen Ost und West, mit der Betonung sowjetischer Kaltblütigkeit […] entworfen, die den Ängsten vor der atomaren Katastrophe entsprangen.“ Sie stellt dieser Aussage allerdings die Ambivalenz zur kompositorischen Basis des Liedes aus dem Werk des russischen Komponisten Prokofjew gegenüber, die zu „ambivalenten Aussagen und Intentionen im Hinblick auf den ‚potentiellen‘ Aggressor im damaligen Ostblock“ führen. Da es sich bei Prokofjews Werk „allerdings um seinen ersten Beitrag zur sowjetischen Staatsmusik handelt, die identitätsstiftend auf die Bevölkerung wirken sollte“, bediente sich Sting „in seinem politischen Protestsong, der sich im Wesentlichen gegen einen Staat richtete, einer Musik, die speziell zur Konsolidierung dieses Staates komponiert worden war.“
Gordon Matthew Sumner, wie Sting bürgerlich heißt, war wie die meisten seiner Generation stark geprägt vom Kalten Krieg und der atomaren Bedrohung durch das Wettrüsten der West- und Ostmächte. Laut eigener Aussage war er vorrangig durch das Miterleben der Kubakrise 1962 nachhaltig geschockt. Wasserloos stellt als „größte Provokation gegen die östliche Seite […] die Anzweifelung der Humanität der Russen“ heraus, die durch die relativierende Aussage entsteht, „dass der atomare Schlag nicht erfolgen wird, falls die Russen ihre Kinder lieben.“ Sie stellt allerdings dar, dass Sting selbst die Textzeile „If the Russians love their children too“ bei späteren Auftritten und Aufnahmen in „That the Russians love their children too“ geändert habe.
Jedoch stellte Sting bereits 1994 seinerseits klar, dass der Hintergrund des Textes in der „Reagan-Rambo-Zeit“ der frühen 1980er Jahre zu suchen ist und er mit diesem darauf hinweisen wollte, dass die Russen gerade nicht die „grauen untermenschlichen Automaten, nur gut genug, um weggesprengt zu werden“ sind, als die sie teilweise betrachtet wurden. Anders als in Wasserloos’ Interpretation wurde der Song auf der Seite pophistorydig.com als „leveled at both sides, drawing on the Cold War’s nuclear rhetoric, which by the early- and mid-1980s was running quite hot between the U.S. and Russia, with Europe caught in the middle“ – also als an beide Parteien des Kalten Krieges gerichtet – beschrieben. Auch auf die finalen Textzeilen wurde verwiesen, die fragten, warum sich die Menschen trotz gleicher Biologie wegen Ideologie gegenseitig töten wollten: „In his song, Sting’s plea is for common sense. ‚We share the same biology, regardless of ideology,‘ he says in one of the lines, asking more or less, why do we want to kill one another; what’s the sense in that?“

## Coverversionen
Russians wurde nach seiner Veröffentlichung von mehreren Musikern gecovert. Dabei wurde das Lied in der Regel wie der Originalsong ebenfalls als ruhige Ballade interpretiert. Neben den gesungenen Versionen gibt es auch einige Instrumentalversionen, darunter etwa vom London Starlight Orchestra (1993) und dem London Symphony Orchestra (1994) als Orchesterversion und von Christof Lauer & Jens Thomas 2001 als Jazz-Interpretation. Die italienische Gothic-Metal-Band The Foreshadowing veröffentlichte 2010 eine Metalversion des Liedes, die belgische Band Voice Male nahm es als A-cappella-Version auf und die aus Burundi stammende belgische Sängerin Khadja Nin veröffentlichte es 1999 als Damu ya salaam in einer Version in Swahili.
Zu den Bands und Interpreten, die das Lied in einer Coverversion veröffentlichten, gehören zudem die italienische Sängerin Cicciolina (1988), Pierre Namuriel (1993), Spectrum (1997) und Katie Noonan (2020).
Als Reaktion auf den russischen Überfall auf die Ukraine 2022 spielte Sting im März 2022 das Stück in einer Version ein, die seinen Gesang nur mit einer akustischen Gitarre und Celli begleitet. Es wurde am 6. März auf dem Kanal des Odesa Film Studio mit einem Statement des Künstlers veröffentlicht:

‘I’ve only rarely sung this song in the many years since it was written, because I never thought it would be relevant again. […] For the brave Ukrainians fighting against this brutal tyranny and also the many Russians who are protesting this outrage despite the threat of arrest and imprisonment - We, all of us, love our children. Stop the war.’

„Ich habe dieses Lied in den vielen Jahren, seit es geschrieben wurde, nur selten gesungen, weil ich nie dachte, dass es wieder relevant sein würde. […] Für die tapferen Ukrainer, die gegen diese brutale Tyrannei kämpfen, und auch für die vielen Russen, die trotz drohender Verhaftung und Inhaftierung gegen diese Schandtat protestieren: Wir, wir alle, lieben unsere Kinder. Stoppt den Krieg.“

## Belege
1. ↑  
Sting – The Dream of the Blue Turtle bei Discogs; abgerufen am 26. Februar 2022.
2. ↑  
Sting – Russians bei Discogs; abgerufen am 26. Februar 2022.
3. 1 2 3 4 5 6 7 8  
Russians — Songlexikon. 28. April 2016, abgerufen am 18. Oktober 2024.
4. ↑  
Sting's Russians was inspired by illegal satellite viewings Express, 15. Juli 2010; abgerufen am 26. Februar 2022.
5. 1 2 3  Sting: Russians, pophistorydig.com
6. ↑  
Sting auf grammy.com; abgerufen am 26. Februar 2022.
7. ↑  Tim Smolko, Joanna R. Smolko: Atomic Tunes. The Cold War in American and British popular music. Indiana University Press, Bloomington 2021, ISBN 978-0-25-305616-0, S. 166.
8. ↑  
Sting – Russians, Songtext auf songtexte.com; abgerufen am 26. Februar 2022.
9. 1 2 3 4 5  
Sting – Russians. In: chartsurfer.de. Abgerufen am 26. Februar 2022.
10. 1 2  
Sting – Russians. In: offiziellecharts.de. Abgerufen am 26. Februar 2022.
11. 1 2  
Sting – Russians. In: austriancharts.at. Abgerufen am 26. Februar 2022.
12. 1 2  
Sting – Russians. In: hitparade.ch. Abgerufen am 26. Februar 2022.
13. ↑  Guido Racca: M&D Borsa Singoli 1960-2019. Selbstverlag, 2019, ISBN 978-1-09-326490-6, S. 401.
14. ↑  
Russians auf cover.info, abgerufen am 26. Februar 2022.
15. ↑  StingVEVO: Sting - Russians (Guitar / Cello Version). 24. März 2022, abgerufen am 18. Oktober 2024.